# Sečovce
Sečovce es un municipio del distrito de Trebišov en la región de Košice, Eslovaquia, con una población estimada a final del año 2024 de 8538 habitantes.
Se encuentra ubicado al este de la región, en la cuenca hidrográfica del río Ondava (afluente del río Bodrog que, a su vez, lo es del Tisza), y cerca de la frontera con la región de Prešov y Hungría.

## Demografía
| Año        | 1994 | 2004    | 2014    | 2024    |
| ---------- | ---- | ------- | ------- | ------- |
| Población  | 7348 | 7882    | 8352    | 8538    |
| Diferencia |      | +7,26 % | +5,96 % | +2,22 % |

| Año        | 2023 | 2024    |
| ---------- | ---- | ------- |
| Población  | 8539 | 8538    |
| Diferencia |      | −0,01 % |